# Igora Drive
Igora Drive (en ruso: Игора Драйв) es un autódromo ubicado en Novozhilovo, distrito de Priozersky, Óblast de Leningrado, Rusia. Se encuentra a 54 kilómetros de San Petersburgo.

## Características
El complejo incluye diez pistas profesionales para carreras de circuito oval, drifting, rallycross, motocross y karting, así como un centro para la gestión de emergencias. La tribuna más grande del circuito principal de carreras tiene capacidad para 5 000 personas, y la capacidad total del circuito es de 50 000 personas. El circuito en sí tiene 4,086 km (2,538 m) de largo y doce metros de ancho. Tiene diecisiete metros de desnivel.

## Competición
En 2019, el circuito firmó un acuerdo con el Deutsche Tourenwagen Masters (DTM). El contrato tiene una duración de tres años, con la opción de extensión de dos años. La primera carrera iba a celebrarse del 29 al 31 de mayo de 2020 con el apoyo de W Series, pero ambas carreras fueron canceladas debido a la pandemia de COVID-19 en Rusia. También se firmó un acuerdo con los organizadores del Campeonato Mundial de Rallycross de la FIA para albergar el World RX de Rusia en 2020. Sin embargo, posteriormente se eliminó de la lista debido a problemas contractuales. Igora Drive acogió la segunda ronda de Russian Circuit Racing Series en 2020 los días 25 y 26 de julio. A partir de la temporada 2023, el Gran Premio de Rusia de Fórmula 1 se iba a correr en este circuito, sustituyendo a Sochi. No obstante, producto de las sanciones al país tras la Invasión rusa de Ucrania de 2022, el contrato del Gran Premio fue cancelado y no se disputará.